# Svarttjärnen (Edefors socken, Norrbotten, 734314-171675)
Svarttjärnen är en sjö i Bodens kommun i Norrbotten och ingår i Luleälvens huvudavrinningsområde.